# Ernst Kyburz
Ernst Kyburz (14. srpna 1898 – 16. října 1983) byl švýcarský zápasník, volnostylař.
V roce 1928 na olympijských hrách v Amsterdamu vybojoval zlatou medaili ve střední váze. V roce 1931 vybojoval ve střední váze titul mistra Evropy.